# Heinrich Herzog (Zirkusdirektor)
Heinrich Herzog (* 1827; † 1893 in Riesbach) war ein deutscher Zirkusdirektor.

## Leben
Heinrich Herzog durchlief eine Ausbildung zum Zirkusdirektor beim Circus Wollschläger, wurde anschließend im Zirkus von Ernst Renz (= Ernst Jakob Renz, 1815-1892) beschäftigt und heiratete dessen Nichte Ernestine Johanne Renz (* 10. September 1840 in Honnef), Tochter seines älteren Bruders, Antonius Cornelius (jun.). 1871, mit der Gründung des Deutschen Reiches, gründete Heinrich Herzog mit Max Schumann (1853–1933) einen Zirkus. Im Jahre 1879 suchte der Circus Herzog den: Stärksten Bayern und plakatierte diese Aktion bayernweit. Hans Steyrer wurde daraufhin engagiert und trat neben einer Drahtseil-Tänzerin und der anmutigen Louise Renz mit einer Pferde-Nummer auf. Von 1888 bis 1893 gab es in Zürich-Riesbach einen Standplatz des Zirkus nach Plänen von Conradin Zschokke & Cie. Es wurden eine leichte Holzkonstruktion als Hauptbau für die Zirkus-Arena sowie Nebenbauten mit Stallungen errichtet. 1888 reiste Frank Wedekind ein halbes Jahr lang als Sekretär mit dem Circus Herzog und ging nach dessen Auflösung mit Feuermaler Rudinoff auf Tournee durch England und Südfrankreich. 1890 kehrte er mit Rudinoff nach München zurück.
Besonders berühmt und bekannt war Circus Herzog für seine vorzüglichen Tier-und-Clown-Auftritte.
1893 starb Heinrich Herzog in Riesbach, heute ein Stadtteil von Zürich.